# Majorat (Jabłonna)
Majorat – część wsi Jabłonna w Polsce, położona w województwie świętokrzyskim, w powiecie starachowickim, w gminie  Brody.
W latach 1975–1998 Majorat administracyjnie należał do województwa kieleckiego.
Wierni Kościoła rzymskokatolickiego należą do parafii Najświętszej Maryi Panny Wspomożenia Wiernych w Stykowie.